# Andrija Kačić Miošić

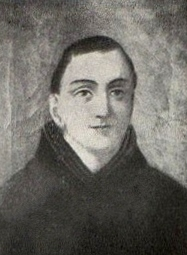
Andrija Kačić Miošić

Andrija Kačić Miošić (* 17. April 1704 in Brist, heute Teil der Gemeinde Gradac; † 14. Dezember 1760 in Zaostrog) war ein Dichter und Franziskaner.

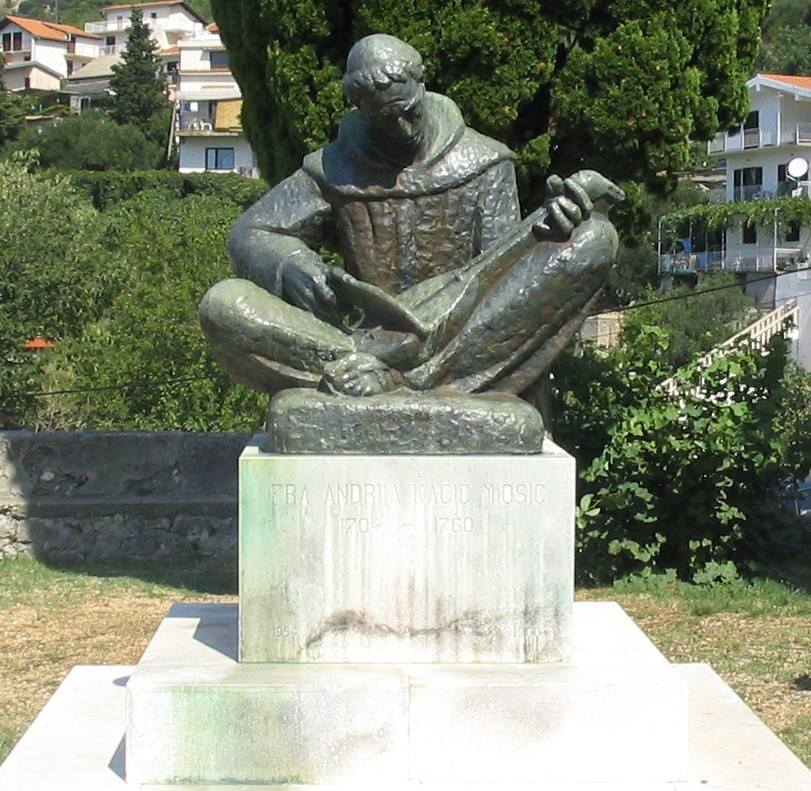
Denkmal für Andrija Kačić Miošić im Garten der Kirche von Brist

Seine Ausbildung begann Kačić Miošić im nahe gelegenen Zaostrog, wo er auch in den Orden eintrat.
Sein bekanntestes Werk ist „Angenehmes Gespräch des slawischen Volkes“ (original: „Razgovor ugodni naroda slovinskoga“) von 1756, das über ein Jahrhundert lang das populärste kroatische Buch war. In ihm hat er, beeinflusst durch die Aufklärung, die slawischen Völker als eines gesehen und ihre Geschichte in Versform für den einfachen Menschen wiedergegeben.